# Station Lubrza
Station Lubrza is een spoorwegstation in de Poolse plaats Lubrza.